# Flottille 23F
La flottille 23F est une flottille de l'aviation navale française créée le 1er décembre 1940 et toujours active.

## Historique

### Flottille 2F
Créée le 1er décembre 1940, la flottille de bombardement 2F provenant des escadrilles de bombardement 1B (héritière de l'escadrille B) et 5B (héritière des escadrilles 10E, 3S3 et 14E, fut créée à Bizerte). Dès Juin 1941, elle rejoint la BAN de Dakar.
Elle est équipée de 13 avions bombardiers Martin 167 et Hudson, avant de recevoir, en 1943, des Wellington. 
La flottille fut renommée 344th squadron du Coastal Command, et opéra sous commandement allié depuis la Base aéronautique navale de Dakar entre juillet 1943 et octobre 1945. 
Elle prit part à la bataille de l'Atlantique. Elle effectua 507 missions de guerre, et reçut la Croix de Guerre.
Après la guerre, elle fut équipée d’hydravions allemands Dornier DO24 et de Short Sunderland britanniques.
En Janvier 1950, l'unité est déplacée à Port-Lyautey.
Sa vocation à la lutte anti-sous-marine se confirme, en 1952, avec l'acquisition de Lancaster, remplaçant les Wellington.

### Flottille 23F
Héritière des traditions de la 2F, la flottille 23F est officiellement mise en place le 20 juin 1953. Durant la guerre d'Algérie, alors récemment équipée de Neptune, elle prend part à la surveillance des côtes algériennes et marocaines, avant de s'installer définitivement sur la base d'aéronautique navale de Lann-Bihoué, en 1961.
Son passage sur Atlantic en 1972, puis sur Atlantique 2 en 1991, lui permettra de se retrouver sur de nombreux théâtres d'opérations extérieures.
La commune de Saint-Maur-des-Fossés est devenue la ville marraine de la flottille le 2 octobre 2011.

## Bases
- Base aérienne 160 Dakar-Ouakam (septembre 1943-juin 1950)
- BAN Port-Lyautey (juin 1950-décembre 1960)
- Base aérienne 185 Hao (avril 1971-décembre 1971)
- BAN Lann-Bihoué (depuis janvier 1961)

## Appareils
- Martin Maryland
- Lockheed A-28 Hudson
- Vickers Wellington (septembre 1943-janvier 1952)
- Avro Lancaster (janvier 1952-mars 1955)
- Lockheed P2V-6 Neptune (mars 1955-avril 1959)
- Lockheed P2V-7 Neptune (avril 1959-décembre 1971)
- Breguet Br-1150 Atlantic (avril 1972-février 1991)
- Dassault Atlantique ATL2 (depuis février 1991)

## Commandants
Liste des commandants de la 2F:
- Capitaine de corvette Jean Vennin (2 septembre 1943-24 avril 1944)
- Lieutenant de vaisseau Noël Camard (24 avril 1944-27 juillet 1944)
- Capitaine de corvette Michel Ferran (27 juillet 1944-6 septembre 1945)
- Capitaine de corvette Jacques Petit (6 septembre 1945-8 août 1847)
- Capitaine de corvette Raymond Béhic (8 août 1947-30 juillet 1949)
- Capitaine de corvette Patrice Decaix (30 juillet 1949-3 juillet 1950)
- Lieutenant de vaisseau Yves Sahler (8 juin 1951-1951)
- Capitaine de corvette Gilles Mellet (1951-1er mai 1953)
- Capitaine de corvette François Rondenay (1er mai 1953-20 juin 1953)

Liste des commandants de la 23F:
- Capitaine de corvette François Rondenay (20 juin 1953-5 juillet 1954)
- Capitaine de corvette Paul Dieudonné (5 juillet 1954-juillet 1956)
- Lieutenant de vaisseau Bernard Maire (juillet 1956-22 février 1958)
- Lieutenant de vaisseau Pierre Drouin (22 février 1958-21 décembre 1959)
- Lieutenant de vaisseau Jean-Lucien Corret (21 décembre 1959-26 septembre 1961)
- Lieutenant de vaisseau Jean Durand (26 septembre 1961-8 septembre 1963)
- Capitaine de corvette Henri Granger-Veyron (8 septembre 1963-1er juillet 1965)
- Capitaine de corvette Georges Joubert (1er Juillet 1965-18 mai 1967)
- Capitaine de corvette Yves Brin (18 mai 1967-21 mars 1969)
- Capitaine de corvette François Piquet (21 mars 1969-1er décembre 1970)
- Capitaine de corvette Jean-Claude Buret (1er décembre 1970-3 Juillet 1972)
- Capitaine de corvette Paul Allard (3 Juillet 1972-12 octobre 1973)
- Capitaine de corvette Gérard Savy (12 octobre 1973-12 juin 1975)
- Capitaine de corvette Yves Bruère (12 juin 1975-17 décembre 1976)
- Capitaine de corvette Dominique Raguet (17 décembre 1976-9 juin 1978)
- Capitaine de corvette Yves Jan (9 juin 1978-7 février 1980)
- Capitaine de corvette Yves Laplaiche (7 février 1980-3 septembre 1981)
- Capitaine de corvette Antoine d'Audiffret (3 Septembre 1981-1er mars 1983)
- Capitaine de frégate Jean-Alain Dabancourt (1er mars 1983-9 novembre 1984)
- Capitaine de corvette Michel Le Carpentier (9 novembre 1984-12 septembre 1986)
- Capitaine de corvette Bruno Guyot d'Asnières de Salins (12 septembre 1986- 9 septembre 1988)
- Capitaine de corvette Jean-Pierre Tiffou (9 septembre 1988-25 juin 1990)
- Capitaine de corvette Patrick Giaume (25 juin 1990-15 juin 1992)
- Capitaine de corvette François-Régis Febvert (15 juin 1992-2 septembre 1994)
- Capitaine de frégate Jean-Pierre Labonne (2 septembre 1994-13 septembre 1996)
- Capitaine de frégate Philippe Coindreau (13 septembre 1996- 11 septembre 1998)
- Capitaine de frégate Olivier de Buretel de Chassey (11 septembre 1998-8 septembre 2000)
- Capitaine de frégate Patrick Macary (8 septembre 2000-3 septembre 2002)
- Capitaine de corvette Olivier Dufit (3 septembre 2002-21 juin 2004)
- Capitaine de corvette Christophe Lucas (21 juin 2004-19 juin 2006)
- Capitaine de frégate Bertrand Misler (19 juin 2006-17 décembre 2007)
- Capitaine de frégate Serge Bordarier (17 décembre 2007-25 juin 2009)
- Capitaine de corvette Henri-Bénédict Trippier de Lagrange (25 juin 2009-24 juin 2011)
- Capitaine de corvette Pierre Marcellin (24 juin 2011-26 juin 2013)
- Capitaine de corvette Olivier Roussille (21 juin 2013-26 juin 2015)
- Capitaine de corvette Nicolas Champs (30 juin 2017-28 juin 2019)
- Capitaine de corvette Sébastien Villaume (28 juin 2019-2 juillet 2021)
- Capitaine de corvette Damien Le Goallec (à partir du 2 juillet 2021)
- Capitaine de frégate Guillaume Philippe (depuis le 6 juillet 2025)

## Fanion
Le 10 décembre 2011, son fanion est décoré de la croix de la valeur militaire avec une palme pour sa participation aux opérations Licorne (Côte d'Ivoire) et Harmattan (Libye).